# لوسي (ممثلة)
لوسي (11 ديسمبر 1960 -)، ممثلة وراقصة شرقية مصرية.

## عن حياتها
بدأت حياتها الفنية كراقصة شرقية ثم عملت بأدوار صغيرة كممثلة إلى أن بدأت أدوارها تكبر شيء فشيئ فتركت الرقص وتفرغت للتمثيل، وكانت قد خاضت تجربة تقديم فوازير رمضان مرتين، الأولى كانت لصالح قنوات art حملت اسم «فوازير أبيض وأسود» وشاركها فيها محمد هنيدي وأشرف عبد الباقي، والثانية كانت لصالح التلفزيون المصري وحملت اسم «فوازير قيما وسيما» وشاركها فيها الفنانة أمينة رزق.

## من أعمالها

### في التلفزيون
- ليالي الحلمية - خمسة أجزاء.
- النوة.
- الشراقي.
- أرابيسك.
- زيزينيا - جزئين.
- كناريا وشركاه.
- غدر وكبرياء.
- سلطان الغرام.
- كلام نسوان.
- مذاكرت امرأة سيئة السمعة.
- الباطنية.
- سمارة.
- البيت الكبير
- ولى العهد
- الكيف
- انحراف
- المداح ٣
- فهد البطل

### من الأفلام
- الطعم والسنارة.
- صائد النساء.
- دائرة الانتقام.
- على باب الوزير.
- كيد العوالم.
- حب في الثلاجة.
- المشاغبات في خطر.
- ليه با بنفسج.
- البحث عن سيد مرزوق.
- كرسي في الكلوب.
- تسليم أهالي
- رومانتيكا

## روابط خارجية
- لوسي على موقع IMDb (الإنجليزية)
- لوسي على موقع قاعدة بيانات الأفلام العربية
- لوسي على موقع قاعدة بيانات الفيلم (الإنجليزية)